# 宇野邦夫
宇野 邦夫（うの くにお、1942年12月12日 - 2024年2月6日）は、日本の政治家。新進石川会長（第2代、第4代）。
金沢市議会議員（2期）、石川県議会議員（8期）、石川県議会副議長を歴任。

## 来歴
石川県出身。石川県立輪島高等学校卒業。
奥田敬和の秘書を経て、1975年に金沢市議会議員に初当選。以降、市議会議員を2期連続で務める。
1983年に執行された石川県議会議員選挙にて初当選。その後、1987年に執行された県議会議員選挙では落選するも、1991年に執行された県議会議員選挙で当選し、以降、2015年まで県議会議員を連続7期務める。
県議会議員に初当選した際は自由民主党に所属していたが、かつて秘書として仕えた奥田が自由民主党を離党して新生党を結成すると、これに同調して新生党に参加する。さらに新生党が解党し新進党が結党されると、これに伴って新進党に参加する。
その後、奥田が新進党を離党して太陽党を結成した際には奥田に同調せず、新進党に留まるものの、奥田を支援する姿勢に変化はなく、1998年には同じく奥田系の県議会議員である金原博らと新進石川を結成する。なお、新進石川は確認団体であり、そのため政党へは所属していなかったが、2009年11月に他の新進石川の県議会議員と共に民主党に合流する。
民主党への合流後、初代会長を務めた金原の後を継ぎ、新進石川の第2代会長に就任する。しかし、2012年に執行された第46回衆議院議員総選挙では、新進石川が支援を表明した民主党の公認候補が全員落選する。選挙後、他の県議会議員からは、衆議院議員選挙に関する宇野の奔放な発言や、民主党の公認候補奥田建への支援態勢が不十分だったことへの不満が飛び出し、宇野以外の県議会議員が新進石川から離脱する事態を招く。その後、宇野は民主党を離党し、無所属となる。
2013年に執行された第23回参議院議員通常選挙では、民主党の公認候補一川保夫ではなく自由民主党の公認候補山田修路への支持を表明した。また、自身の支持層に対して山田を支援するよう口添えをしたとされており、山田の当選に貢献した。
2015年に執行された県議会議員選挙で8回目の当選を果たす。しかし、この選挙を巡って、自身の陣営の運動員が選挙違反を犯していたことが発覚し、その責任を取って7月17日に県議会議員を辞職した。なお、辞職日が投票日から3か月を経過しているため、次点者の繰上当選は行われなかった。その後2018年に行われた補欠選挙では自身の秘書で元金沢市議会議員の長坂星児が出馬したが自民党が擁立した太郎田真里に敗れた。長坂は、翌年行われた石川県議会議員選挙にも出馬したが、次点で落選した。
2024年2月6日、誤嚥性肺炎のため金沢市内の病院で死去。81歳没。

## 人物
1994年に石川県知事の中西陽一が死去した際、奥田敬和に対して、中西の後継候補として谷本正憲を擁立するよう主張したのは宇野である。谷本の知事当選後は長年に渡って谷本を支えており、第23回参議院議員通常選挙で自由民主党の候補である山田修路を支持した背景には、谷本と自由民主党との関係を改善する狙いがあった、との報道もあった。
2008年5月23日、石川県議会土木企業委員会で、辰巳ダム建設取り消し訴訟に加わった元県職員について名指しはしなかったものの「石川県から叩き出してしまえ」「かち殺してしまえ」と発言し、批判を浴びた。
料理研究家でローカルタレントのしもおきひろこは長女。

## 栄典
- 藍綬褒章（2001年）[3]